# Terremoto de Shaanxi de 1556

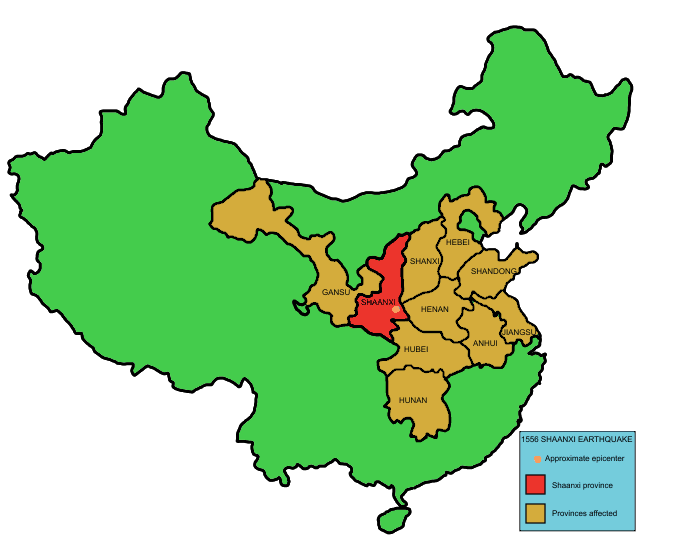
Mapa de China mostrando la provincia de Shaanxi (en rojo) y las otras provincias afectadas por el terremoto (en naranja).

El terremoto de Shaanxi o el terremoto del condado de Hua, ocurrió en la provincia de Shaanxi (Dinastía Ming) en la mañana del 23 de enero de 1556. Aproximadamente 830.000 personas fallecieron a causa del terremoto, siendo este el más mortífero de la historia.
Un total de noventa y siete condados en las provincias de Shaanxi, Anhui, Gansu, Hebei, Henan, Hubei, Hunan, Jiangsu, Shandong y Shanxi fueron afectados. Un área de 836 km de ancho fue destruida y en algunos condados murió el 60% de la población. Hasta entonces, la población vivía mayormente en cuevas artificiales en acantilados de loess, que se derrumbaron durante el desastre, sepultando a los que vivían dentro.

## Configuración tectónica
Huaxian se encuentra dentro de la Cuenca Weihe, una de las cuencas de grietas que forman los límites sur y este del Bloque Ordos.  Al este, la cuenca se continúa con el Sistema de grietas de Shanxi. La cuenca de Weihe se formó durante el Paleógeno en respuesta a la extensión dirigida de noroeste a sureste. Después de un período tectónicamente tranquilo durante el Paleógeno tardío, las cuencas del rift volvieron a estar activas en el Neógeno en respuesta a la extensión dirigida NNO-SSE, actividad que continúa hasta el presente. Las cuencas del sistema de grietas Weihe-Shanxi están delimitadas por grandes fallas normales, que han sido responsables de grandes terremotos históricos. La cuenca de Weihe tiene una geometría general de medio graben, con las principales fallas de control, como la falla de Huashan y la falla de Qinling del norte, que forman el límite sur.

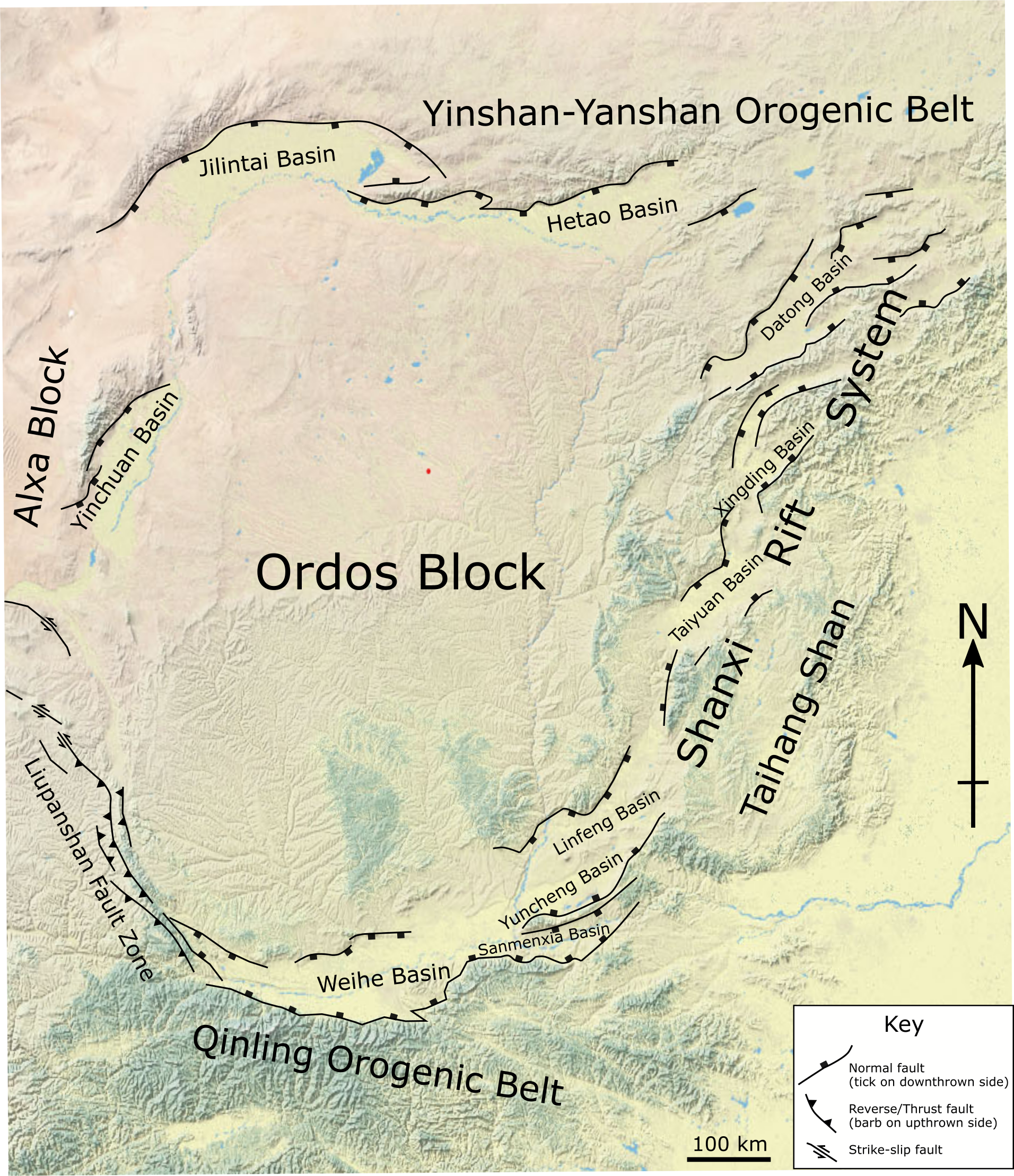
Mapa del Bloque Ordo.

## Geología
Las estimaciones modernas, basadas en datos geológicos, dan al terremoto una magnitud de aproximadamente 8 Mw en la escala de magnitud de momento y XI (daño catastrófico) en la escala de Mercalli, aunque descubrimientos más recientes han demostrado que era más probable que fuera de 7,9 Mw. Si bien fue el terremoto más mortal y el tercer desastre natural más mortal en la historia, ha habido terremotos con magnitudes considerablemente mayores. Después del terremoto, las réplicas continuaron varias veces al mes durante medio año.
Se sintieron fuertes temblores en toda la región de la cuenca de Weihe. La máxima intensidad sísmica en China fue de XI a XII y se produjo en Huaxian y Weinan. Esto respaldaría la teoría de que el terremoto se produjo a lo largo de las fallas de Huashan y Weinan. Se observó una intensidad VIII en toda la cuenca y la zona de intensidad X+ tuvo una longitud de 100 km (62 mi).
Los estudios sobre el terremoto publicados entre 1998 y 2017 presumen que las escarpas a lo largo de las fallas de Huashan y Weinan, algunas superiores a 8 metros (8,7 yd), fueron producidas por el terremoto de 1556. La zona de la falla se encuentra al noreste de Xi'an. Se trata de una falla normal con tendencia este-oeste y buzamiento norte. Según un estudio de 1995, los escarpes a lo largo de la falla de Huashan eran de 3-8 metros (3,3-8,7 yd) de altura. Cerca de la ciudad de Huashan, la terraza de la falla contenía artefactos de la cultura Yangshao de 4.000 años de antigüedad. En otro estudio realizado en 1998, las escarpas de la falla tenían una altura aproximada de 4-7 metros (4,4-7,7 yd). Las escarpas de la Falla de Weinan son menos detalladas en los trabajos publicados, centrándose la mayoría en torno a la zona del río Chishui. Dos estudios de 1992 y 2010 estimaron las escarpas de la falla en 2-4 metros (2,2-4,4 yd) y 7-8 metros (7,7-8,7 yd) respectivamente. No ha habido ninguna investigación que confirme que estas escarpas fueron producidas por el terremoto o formadas por múltiples eventos. Suponiendo que ambas fallas se rompieran durante el terremoto, que recorre un total de 90 kilómetros (55,9 mi), la Mw  sería de 7,0-7,5, según las relaciones empíricas de escala entre la magnitud y la longitud de ruptura de la falla. Esto sugiere que los valores anteriores de la magnitud del terremoto estaban sobreestimados.

## El terremoto
El terremoto ocurrió durante el reinado del emperador Jiajing de la dinastía Ming.
El epicentro estaba en el valle del río Wei en la provincia de Shaanxi, cerca de Huaxian (ahora distrito de Huazhou de Weinan), Weinan y Huayin. Huaxian quedó completamente destruida, matando a más de la mitad de los residentes de la ciudad, con un número estimado de muertos de cientos de miles. La situación en Weinan y Huayin era similar. En ciertas áreas, se abrieron grietas de 20 metros (65,6 pies) en la tierra. La destrucción y la muerte fueron generalizadas y afectaron lugares hasta 500 km del epicentro. El terremoto también provocó deslizamientos de tierra, que contribuyeron al enorme número de muertos.
La ruptura se produjo durante el reinado del Emperador Jiajing de la dinastía Ming. Por lo tanto, en el registro histórico chino, este terremoto a menudo se conoce como Gran Terremoto de Jiajing.
Estimaciones modernas basadas en datos geológicos dan al terremoto una magnitud aproximada de 8 Mw en la escala de magnitud de momento (escala de Richter) y XI (daños catastróficos) en la escala de Mercalli. Aunque investigaciones más recientes han demostrado que fue más probable que fuera 7,9 Mw. Si bien fue el terremoto más mortífero y el quinto desastre natural más mortífero de la historia, se han producido terremotos de magnitudes considerablemente mayores. Después del terremoto, las réplicas continuaron varias veces al mes durante medio año.
En los anales de China fue descrito como:

En el invierno de 1556, un terremoto catastrófico ocurrió en las provincias de Shanxi y Shaanxi. En nuestro Condado de Hua, varias desgracias tuvieron lugar. Montañas y ríos cambiaron de sitio y los caminos se destruyeron. En algunos lugares, la tierra emergió y formó nuevas colinas, o se hundió abruptamente y se convirtieron en nuevos valles. En otras áreas, un riachuelo se desbordó en un instante, o la tierra se resquebrajaba y aparecerían nuevos barrancos. Cabañas, casas oficiales, templos y las murallas de la ciudad colapsaron totalmente en un instante.

El terremoto dañó severamente muchas de las estelas del llamado Bosque de Estelas, un museo de estelas existente desde 1087; de las 114 piedras clásicas Kaicheng, libros clásicos grabados en piedra entre 833 y 837, se rompieron 40 durante el terremoto. La sacudida redujo la altura de la Pequeña pagoda del ganso salvaje en Xi'an de 45 a 43,4 m.
El erudito Qin Keda sobrevivió al terremoto y registró detalles. Una de las conclusiones a las que llegó fue que "al principio de un terremoto, la gente que está en el interior no debe salir inmediatamente. Sólo agacharse y esperar. Aunque el nido se haya derrumbado, algunos huevos pueden permanecer intactos" Esto puede indicar que muchas personas murieron intentando huir mientras algunos que se quedaron quietos pudieron haber sobrevivido. Las sacudidas redujeron la altura de la Pequeña pagoda del ganso salvaje en Xi'an en tres niveles.

## Las cuevas de loes
Millones de personas vivían en esa época en cuevas artificiales de loes en altos acantilados en el área de la meseta de Loes. El loes es el nombre del suelo sedimentado que las tormentas de viento depositaron en la meseta a través de los años. La blanda masilla de loes se estuvo formando por millones de año debido a que el viento transportaba sedimentos al área desde el desierto de Gobi. El loes es un suelo altamente propenso a la erosión así que era susceptible al viento y al agua. La meseta de Loes y su polvoriento suelo cubrieron casi todas las provincias de Shaanxi, Shanxi y Gansu y en otras. La mayoría de la población vivía en residencias llamadas yaodongs, en esos acantilados. Esta fue la causa de la gran cantidad de personas muertas, puesto que el terremoto causó deslizamientos de tierra que destruyeron las cuevas.

## Pérdidas humanas
| Terremotos con mayor cantidad de víctimas | Terremotos con mayor cantidad de víctimas | Terremotos con mayor cantidad de víctimas | Terremotos con mayor cantidad de víctimas | Terremotos con mayor cantidad de víctimas |
| Posición                                  | Terremoto                                 | País                                      | Año                                       | Víctimas                                  |
| ----------------------------------------- | ----------------------------------------- | ----------------------------------------- | ----------------------------------------- | ----------------------------------------- |
| 1                                         | «Shaanxi»                                 | China                                     | 1556                                      | 830.000                                   |
| 2                                         | «Océano Índico»                           | Indonesia                                 | 2004                                      | 283.100                                   |
| 3                                         | «Tangshan»                                | China                                     | 1976                                      | 242.000                                   |
| 4                                         | «Gansu»                                   | China                                     | 1920                                      | 235.502                                   |
| 5                                         | «Alepo»                                   | Siria                                     | 1138                                      | 230.000                                   |

El coste de los daños provocado por el terremoto es casi imposible de determinar en términos modernos. La cantidad total de muertes, sin embargo, se estimó tradicionalmente en 830.000 personas. El daño causado en las propiedades debió ser tan grande que es imposible de calcular, ya que una región entera del interior de China fue destruida y aproximadamente el 60% de la población de la región fue aniquilada. El coste de los daños pudo ser el equivalente a los que se causarían por una destrucción absoluta debida a la detonación de una bomba nuclear (sin considerar los efectos posteriores).

## Comparaciones
El terremoto de Shaanxi, sin embargo, no fue el peor desastre de la historia de China. De hecho, decenas de millones de chinos murieron durante los Tres Años de Desastres Naturales de 1959 a 1961.